# リトナビル
リトナビル（Ritonavir、治験番号 ABT-538、略号RTV）は、抗レトロウイルス効果を持つプロテアーゼ阻害薬の一つであり、ヒト免疫不全ウイルスやC型肝炎ウイルス感染症の治療に使用される医薬品である。ノービア、カレトラ（ロピナビルとの合剤）、ヴィキラックス（オムビタスビル、パリタプレビルとの合剤）の商品名でアッヴィから製造販売されている。
リトナビルはHAART療法に取り入れられている場合が多いが、抗ウイルス効果よりもむしろ他のプロテアーゼ阻害薬の分解抑制を期待して使用される。この阻害効果によって、他のプロテアーゼ阻害薬の血中濃度が上昇し、より少量の投与で薬効を期待することができる。この考え方の下でロピナビルとの合剤が開発されている。
オムビタスビルおよびパリタプレビルとの3剤合剤がC型肝炎の治療に用いられる。
日本では、2022年2月10日に新型コロナウイルス感染症の治療薬として医薬品医療機器等法14条の3に基づき特例承認されたニルマトレルビル・リトナビル（商品名: パキロビッドパック）にもリトナビルが含まれる。ただしこの場合のリトナビルの配合目的は、ニルマトレルビルの解毒代謝を阻害し、その血中濃度を高く維持するためであり、新型コロナウイルスに対する抗ウイルス活性は有しない。
リトナビルはWHO必須医薬品モデル・リストに収載されている。

## 効能・効果
HIV感染症

## 副作用
リトナビル単剤で特に注意すべき副作用は、錯乱、痙攣発作、脱水、高血糖、糖尿病、肝炎、肝不全、過敏症、中毒性表皮壊死融解症（Toxic Epidermal Necrolysis：TEN）、皮膚粘膜眼症候群（Stevens-Johnson症候群）、出血傾向（発現率：15.5%）である。
また、5%以上に発現する副作用として、悪心（47.5%）、下痢（44.9%）、嘔吐（23.6%）、腹痛（11.6%）、消化不良（9.4%）、食欲不振（8.9%）、異常感覚（21.5%）、頭痛（15.5%）、眩暈（9.3%）、傾眠（5.1%）、口周囲感覚異常（26.6%）、味覚倒錯（11.4%）、知覚過敏（5.1%）、無力症（22.3%）、咽頭炎（9.8%）、発疹（7.6%）、血管拡張（8.8%）がある。
ロピナビル・リトナビル配合剤では重大な副作用として膵炎、徐脈性不整脈が追加される。
高血糖症は脂肪細胞および筋細胞におけるリトナビルの直接的GLUT4阻害作用によると考えられている。この作用はインスリン抵抗性を生じ、2型糖尿病の原因となる。

## 併用禁忌
リトナビルがシトクロムP450（CYP3A4およびCYP2D6）を競合的に阻害し、またCYP1A2を誘導する事もあるので、下記の薬剤を服用中の患者には禁忌である：

キニジン、ベプリジル、フレカイニド、プロパフェノン、アミオダロン、ピモジド、ピロキシカム、アンピロキシカム、エルゴタミン、ジヒドロエルゴタミン、エルゴメトリン、メチルエルゴメトリン、エレトリプタン、バルデナフィル、シルデナフィル、タダラフィル、アゼルニジピン、リファブチン、ブロナンセリン、リバーロキサバン、ジアゼパム、クロラゼプ酸、エスタゾラム、フルラゼパム、トリアゾラム、ミダゾラム、リオシグアト、ボリコナゾール

### その他の相互作用
- カルバマゼピン - 代謝減少・毒性増加
- シサプリド - 代謝減少・QT延長・致死的不整脈（英語版）の可能性
- ジスルフィラム - リトナビルの代謝減少
- エプレレノン
- エトラビリン（英語版）
- MDMA - 代謝減少・時に致死的なセロトニン症候群の可能性[8][9]
- メスカリン
- ペチジン - 中毒域へのノルペチジン（英語版）濃度上昇
- ニロチニブ
- ニソルジピン
- フェニトイン - CYP450 2C9による代謝への影響
- ラノラジン
- サルメテロール
- セント・ジョーンズ・ワート
- スタチン系薬剤 - 代謝減少・濃度上昇による横紋筋融解症の可能性
- チオリダジン
- トポテカン

## 作用機序
リトナビルは、元々はHIVプロテアーゼ阻害薬として開発された。2015年では、抗ウイルス活性を期待して用いることは稀で、他のプロテアーゼ阻害薬の効果増強を目的に併用される。具体的には、リトナビルは患者の肝臓でのCYP3A4によるプロテアーゼ阻害薬代謝を阻害するため、低用量のリトナビルは他のプロテアーゼ阻害薬の効果を増強する。これは1997年に発見されたもので、プロテアーゼ阻害薬およびHAART療法の副作用が大幅に減少した。この効果は他の様々な医薬品の効果にも影響を与えるが、その大きさを正確に予測することは困難である。

## 開発の経緯

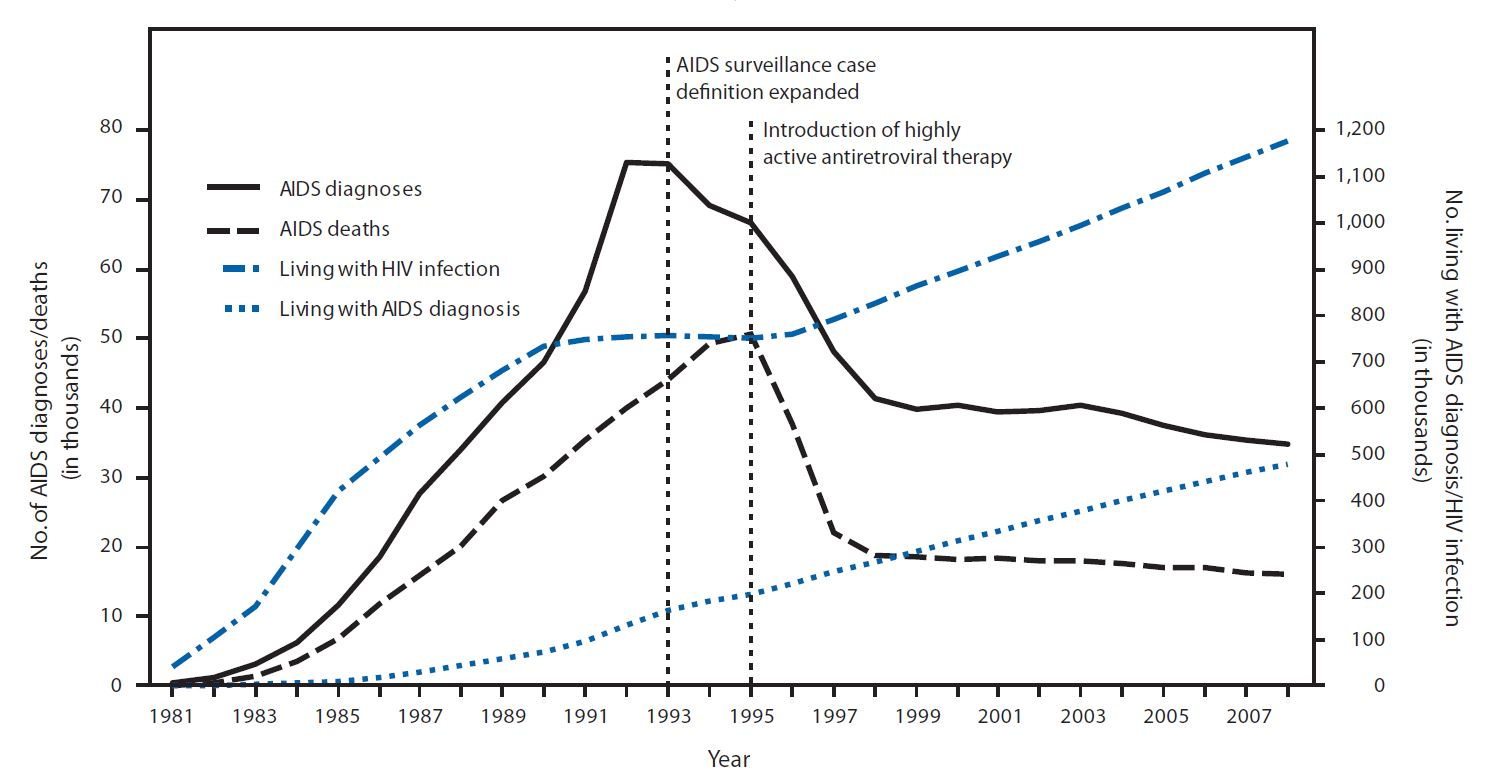
米国におけるリトナビル承認前後でのHIV関連死の推移

リトナビルは米国で7番目の抗レトロウイルス薬かつ2番目のプロテアーゼ阻害薬としてFDAに1996年3月に承認された。リトナビル（およびサキナビル）の承認後2年間で、米国でのHIV関連死は年間5万件から1万8千件に減少した。
日本での承認は1997年11月であった。
2014年12月には米国でC型肝炎治療薬の成分として承認された。

## 結晶多形と製品回収
リトナビルは発売当初は冷蔵を必要としないカプセル剤であった。この製剤の結晶は現在はI形と呼ばれている。しかし、他の多くの医薬品と同様に、リトナビルにも結晶多形が存在する。異なる結晶形は溶解性が異なり、従って生物学的利用能も異なる。
開発中にはI形のみが知られていたが、1998年、より自由エネルギーが低くより安定なII形が発見された。II形は安定性が高いがゆえに溶解性が低く、生物学的利用能の観点からは好ましくない。そのため、市場から経口カプセル剤が回収された。痕跡量のII形結晶が混入しただけでI形結晶からII形への転換が起こる。II形結晶は溶解性が低く、服用しても治療に必要な濃度に到達しないのでII形は混入してはならないが、混入が避けられず生産工程が滞った。
1990年代末には、この解決策が見つかるまでの間カプセル剤から内用液への切り替えが行われ、その後要冷蔵のゲルカプセル剤とする事で当面の決着を見た。2000年には冷蔵不要の錠剤（ロピナビルとの合剤）が承認された。リトナビル単剤では、フィルムコーティング錠が2010年2月に承認された:1。
日本でも1997年の承認取得時は硬カプセル剤であったため、1998年8月に液剤を承認申請し、同年9月に承認された。それに続いて1999年8月にソフトカプセル剤の承認を取得したが、2011年2月にフィルムコーティング錠の承認を取得し、2012年5月末日付でソフトカプセル剤の承認を整理した:1。

## 関連文献
- Chemburkar, Sanjay R.; Bauer, John; Deming, Kris; Spiwek, Harry; Patel, Ketan; Morris, John; Henry, Rodger; Spanton, Stephen et al. (2000). “Dealing with the Impact of Ritonavir Polymorphs on the Late Stages of Bulk Drug Process Development”. Organic Process Research & Development 4 (5):  413. doi:10.1021/op000023y.